# Åstjärnet (Frykeruds socken, Värmland)
Åstjärnet är en sjö i Kils kommun i Värmland och ingår i Göta älvs huvudavrinningsområde. Sjön har en area på 0,216 kvadratkilometer och ligger 83 meter över havet.

## Delavrinningsområde
Åstjärnet ingår i det delavrinningsområde (660540-134902) som SMHI kallar för Mynnar i Lerbodaälven. Medelhöjden är 96 meter över havet och ytan är 4,35 kvadratkilometer. Det finns ett avrinningsområde uppströms, och räknas det in blir den ackumulerade arean 16,35 kvadratkilometer. Vattendraget som avvattnar avrinningsområdet har biflödesordning 5, vilket innebär att vattnet flödar genom totalt 5 vattendrag innan det når havet efter 320 kilometer. Avrinningsområdet består mestadels av skog (43 procent), öppen mark (19 procent) och jordbruk (24 procent). Avrinningsområdet har 0,42 kvadratkilometer vattenytor vilket ger det en sjöprocent på 9,6 procent.